# Etiologia kryminalna
Etiologia kryminalna – w kryminologii dziedzina nauki zajmująca się badaniem czynników kryminogennych przestępczości oraz innych zjawisk patologii społecznej. Obejmuje badania uwarunkowań biologicznych, psychicznych i społecznych odnośnie do form zachowań przestępczych i dewiacyjnych poszczególnych osób, dążąc do ustalenia indywidualnych czynników, które doprowadziły do niezgodnego z przepisami prawa lub normami społecznymi zachowania konkretnego człowieka. W oparciu o badania etiologiczne prowadzone na gruncie kryminologii, odpowiada na pytania: dlaczego człowiek staje się przestępcą; dlaczego przestępczość oraz inne zjawiska patologii społecznej istnieją jako zjawiska masowe; jakie są tego przyczyny, jakie zachodzą wzajemne powiązania i zależności między tymi uwarunkowaniami.

## Przegląd ustaleń etiologii kryminalnej
Badania etiologii kryminalnej wykorzystują głównie porównania korelacyjne danych statystycznych dotyczących przestępczości oraz innych, w celu identyfikacji czynników związanych z poszczególnymi kategoriami zachowań kryminalnych. Statystyczne analizy porównawcze prowadzą do powstawania hipotez na temat przyczyn zachowań kryminalnych. Systematyczny przegląd 5200 badań empirycznych przeprowadzonych w różnych krajach został zebrany w książce The Handbook of Crime Correlates (2009).

### Pochodzenie etniczne i imigracja
Zobacz też: Imigracja a przestępczość
Czynnikami statystycznie związanymi z przestępczością są pochodzenie etniczne oraz status imigranta. W niektórych krajach etnicznie zróżnicowane okolice charakteryzują się wyższymi wskaźnikami przestępczości niż tereny bardziej jednorodne etnicznie, podczas gdy w innych krajach, takich jak np. USA, występuje zależność odwrotna.

### Wczesny okres życia
Zobacz też: Ołowica
Badania wykazały, że czynnikami korelującymi z zachowaniami kryminalnymi jest palenie tytoniu przez matkę w czasie ciąży, niska waga urodzeniowa, prenatalna trauma/komplikacje podczas porodu, złe traktowanie w dzieciństwie, słabe przywiązanie rodzica do dziecka, waśnie rodzinne lub pomiędzy rodzicami/opiekunami, alkoholizm lub narkomania/lekomania w rodzinie, zbyt słaba kontrola rodzicielska, wielkość rodziny i kolejność narodzin rodzeństwa, moczenie nocne, prześladowanie przez rówieśników/dorosłych, problemy dyscyplinarne w szkole, chodzenie na wagary, niska średnia ocen, nieukończenie szkoły oraz ekspozycja na ołów.

### Dorosłe życie
Do czynników związanych z przestępczością zalicza się częste używanie alkoholu, jego nadużywanie lub alkoholizm, używanie narkotyków i narkomanię, wczesny wiek inicjacji seksualnej i liczba partnerów seksualnych, wykluczenie społeczne, przebywanie w środowisku kryminalistów i uczestnictwo w gangach.

### Status socjoekonomiczny
Status socjoekonomiczny (zwykle mierzony przy użyciu trzech zmiennych: przychodu i majątku, statusu zatrudnienia oraz lat edukacji) koreluje negatywnie z poziomem przestępczości (z wyjątkiem zgłaszanego użycia narkotyków). Wyższy status socjoekonomiczny rodziców cechuje się odwrotną korelacją z przestępczością, natomiast niestabilność zatrudnienia oraz bezrobocie koreluje z nią pozytywnie.
Częściowo niespójne dane wskazują na związek pomiędzy niskimi dochodami, odsetkiem osób poniżej granicy ubóstwa, niewielką liczbą lat edukacji oraz wysoką nierównością ekonomiczną w danym regionie a wyższą przestępczością w danym regionie. Badanie przeprowadzone przez Bank Światowy wykazało, że: „Wskaźniki przestępczości i nierówność społeczno-ekonomiczna korelują pozytywnie wewnątrz krajów oraz zwłaszcza pomiędzy krajami, a ta korelacja odzwierciedla przyczynowość pomiędzy nierównością a wskaźnikami przestępczości, nawet po uwzględnieniu wpływu innych czynników wpływających na przestępczość.”